# سيسكا أرينا
سيسكا أرينا (بالروسية: ЦСКА Арена)  هي صالة مغطاة تقع في موسكو، روسيا. تم افتتاحها في 26 أبريل 2015.